# The King of Rock 'n' Roll
The King of Rock 'n' Roll è un singolo del gruppo musicale britannico Prefab Sprout, pubblicato nell'aprile 1988 come secondo estratto dal terzo album in studio From Langley Park to Memphis. Il brano raggiunse la posizione numero 7 della UK Single Chart diventando il singolo di maggior successo nella carriera del gruppo.

## Video musicale
Il videoclip è interamente girato in una piscina all'aperto di un albergo dove sono presenti sdraio e ombrelloni.